# Mercury (Automarke)
Mercury war eine Pkw-Marke von Ford, unter der Pkw im mittleren Preissegment angeboten wurden. Die Marke war oberhalb der Muttermarke Ford, aber unterhalb der Premiummarke Lincoln angesiedelt, Fahrzeuge dieser Marke wurden auf den nordamerikanischen Märkten (USA, Kanada, Mexiko) sowie in den Golfstaaten und einigen ostafrikanischen Staaten verkauft. Mercury leitet sich vom Namen des römischen Gottes Mercurius ab.

## Geschichte
Mercury wurde 1938 in Dearborn, direkt am Hauptsitz der Ford-Werke, auf Betreiben von Edsel Ford gegründet. Zunächst baute man nur ein Modell unter dem Namen Mercury, das eine besser ausgestattete Ausführung des Ford V8 darstellte. Preislich lag es zwischen dem Ford und dem Luxuswagen Lincoln-Zephyr und kam bei den Käufern sehr gut an. 1942 musste seine Produktion – wie die aller zivilen US-Pkw – kriegsbedingt eingestellt werden.
1945 entstand die Lincoln-Mercury Division, unter der der Ford-Konzern seine beiden Premiummarken Lincoln und Mercury zusammenfasste. Ab 1946 wurde das Vorkriegsmodell mit wenigen Veränderungen wieder angeboten. Während es bis 1951 nur den Mercury als Einheitsmodell gab, bot die Marke ab 1952 verschiedene Baureihen an. Ab 1960 waren nahezu alle Mercury-Modelle Abwandlungen zeitgenössischer Ford-Konstruktionen. Mercurys Autos waren höherwertig aufgemacht und hatten eine umfangreichere Ausstattung, manchmal waren sie auch länger als ihre Ford-Pendants. Äußerliche Unterschiede bezogen sich in erster Linie auf Details der Front- und Heckgestaltung. Nur einzelne Fahrzeuge – wie beispielsweise der Cougar von 1983 – unterschieden sich von ihrem Ford-Pendant durch eine eigenständige Karosserie. Die Modellbezeichnungen wurden über die Jahre sehr inkonsistent verwendet. Es kam zu Verschiebungen über die Modellgrößen hinweg, teilweise auch über die Positionierungen im Mercury-Programm. So war der Mercury Meteor 1960 und 1961 ein Modell der Full-Size-Reihe, ab 1962 dagegen ein kleinerer Intermediate. Während der Begriff Monterey zumeist die einfachste Linie einer Baureihe bezeichnete, stand er 1960 und 1961 für Mercurys Spitzenmodell. Ähnliches gilt für den Cougar.
Auf dem kanadischen Markt wurden Mercury-Fahrzeuge teilweise mit abweichenden Bezeichnungen verkauft.
Mit Ablauf des Kalenderjahres 2010 stellte Ford im Rahmen seiner Sanierungsbestrebungen die Produktion von Fahrzeugen der Marke Mercury ein. 2011 erfolgt der Abverkauf bereits produzierter Fahrzeuge.

## Modelle

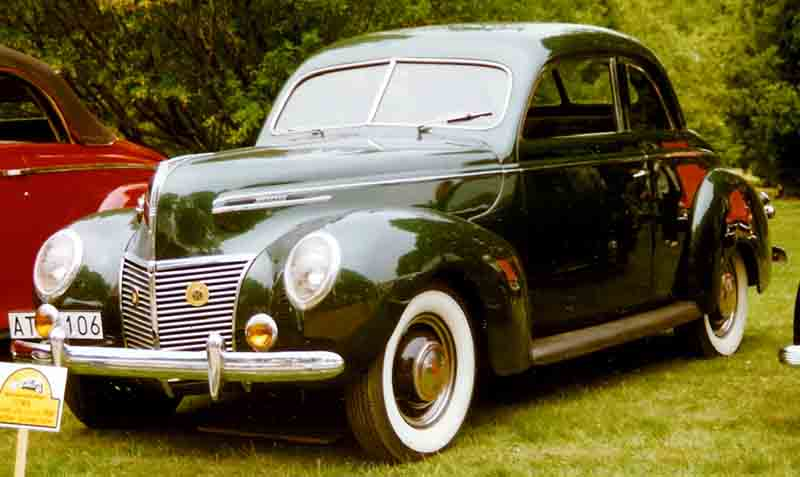
Mercury Sedan Coupé (1939)

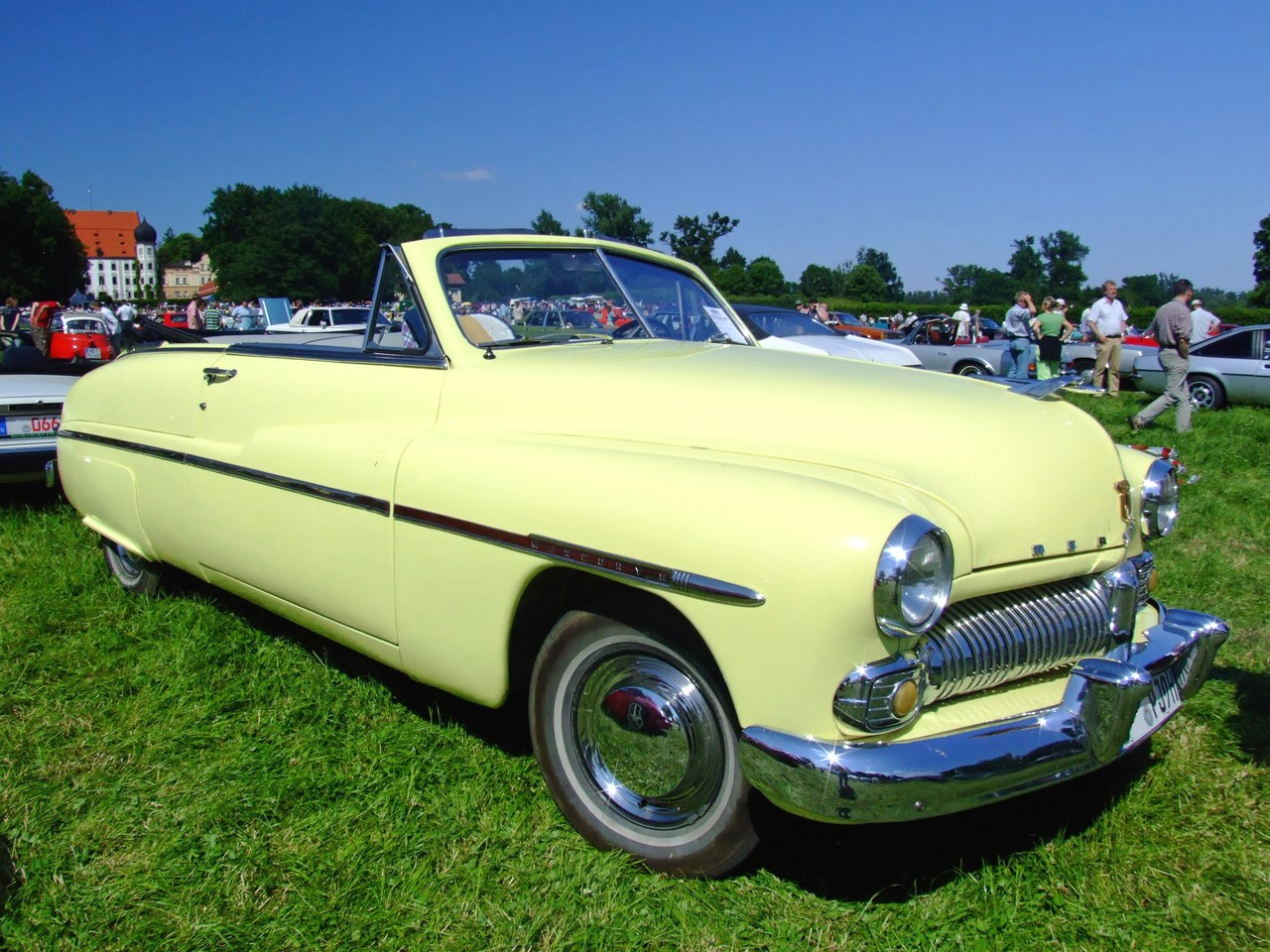
Mercury 8 Convertible (1950)

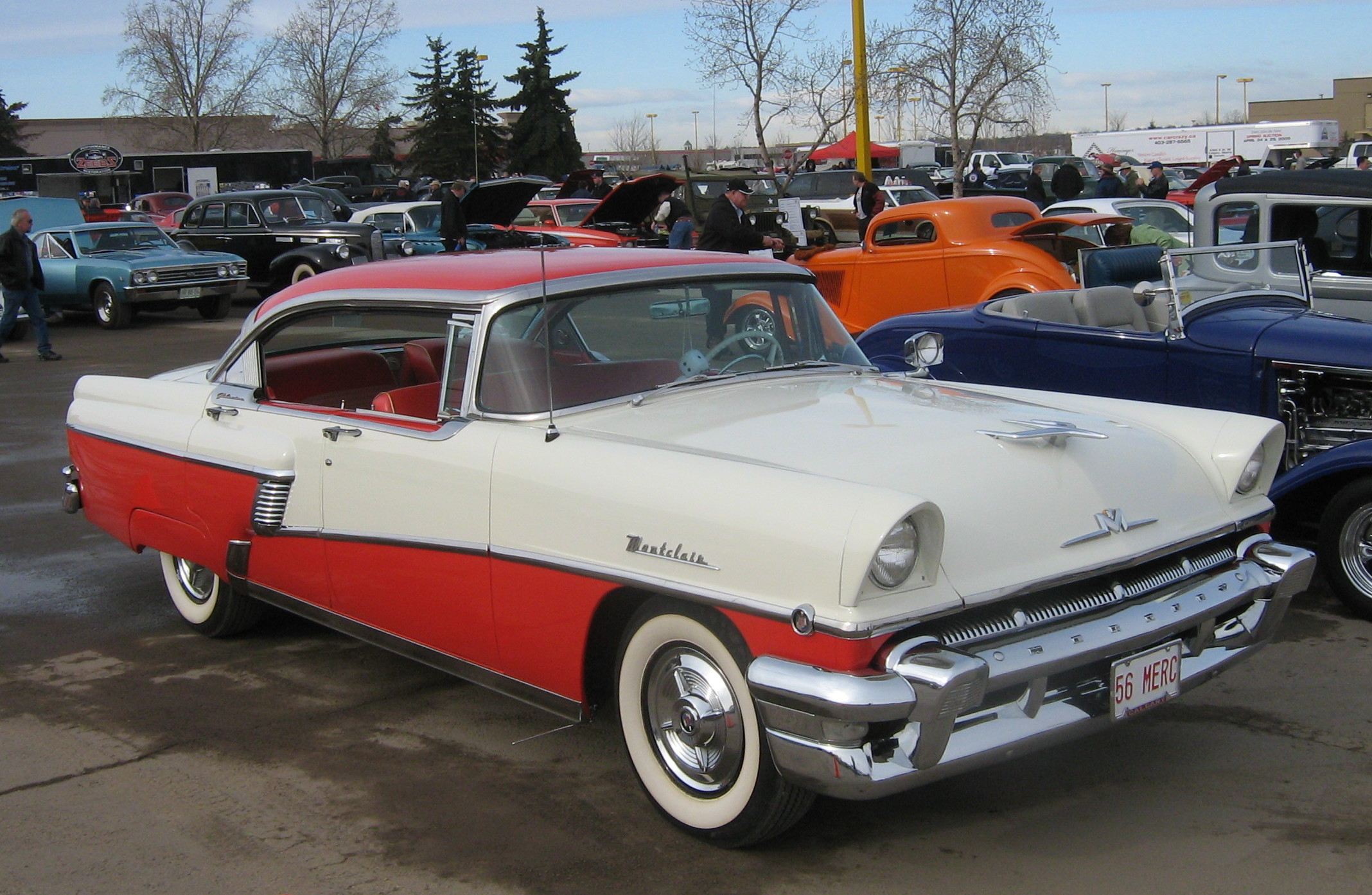
Mercury Montclair (1956)

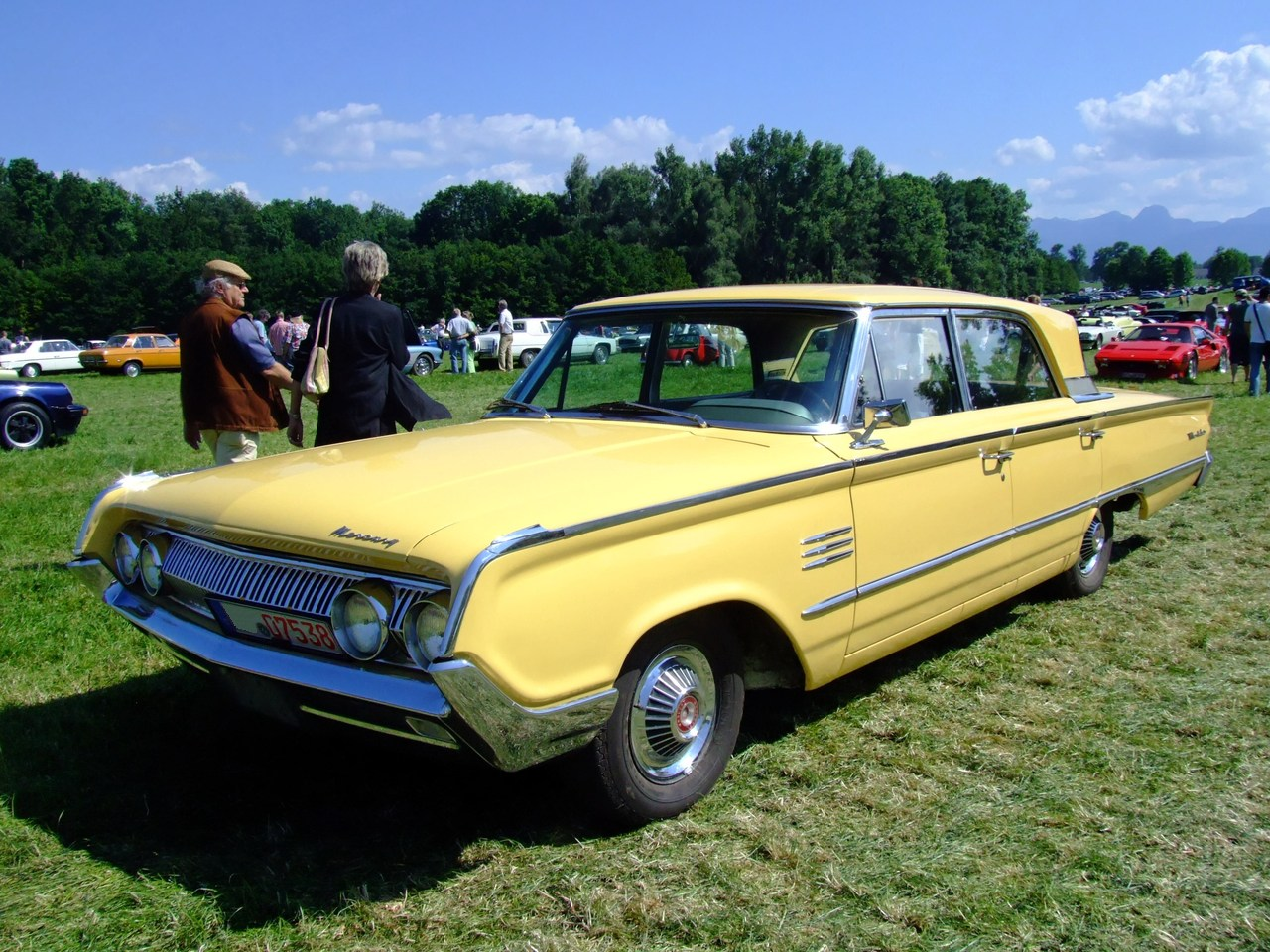
Mercury Montclair (1964)

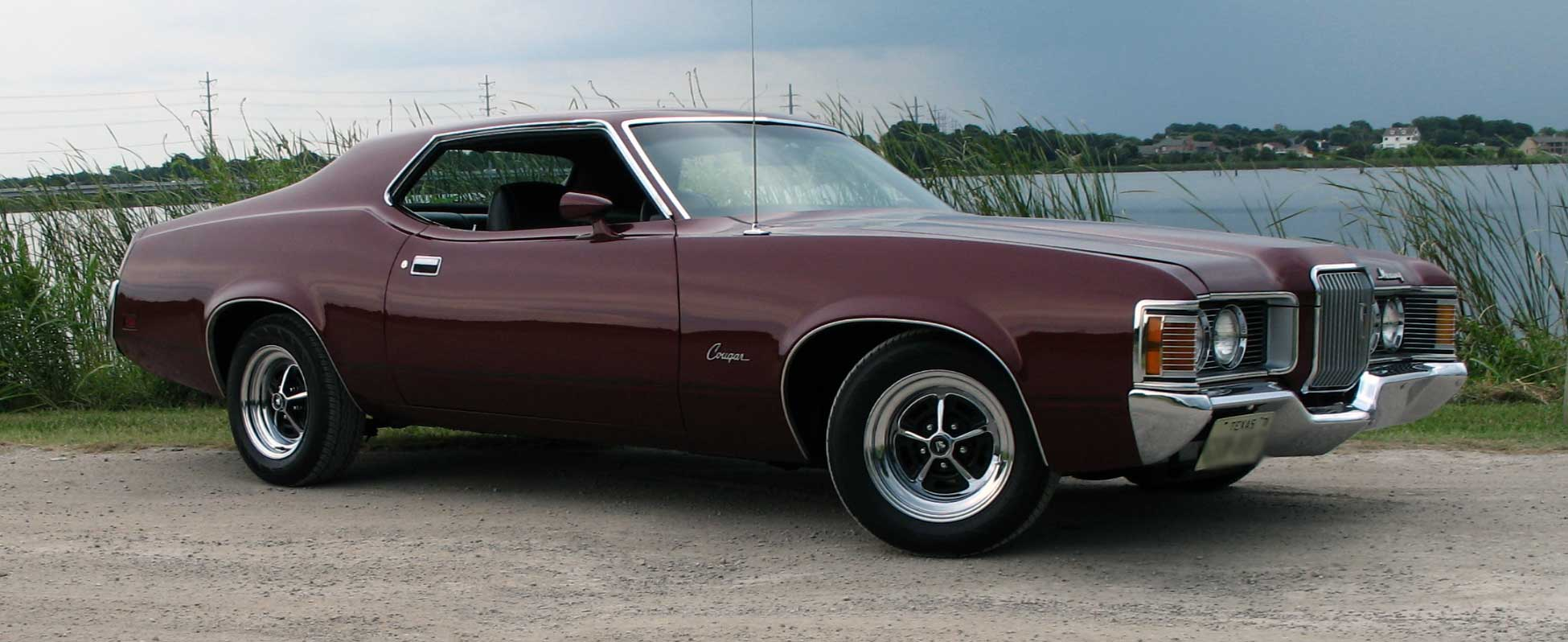
Mercury Cougar (1971)

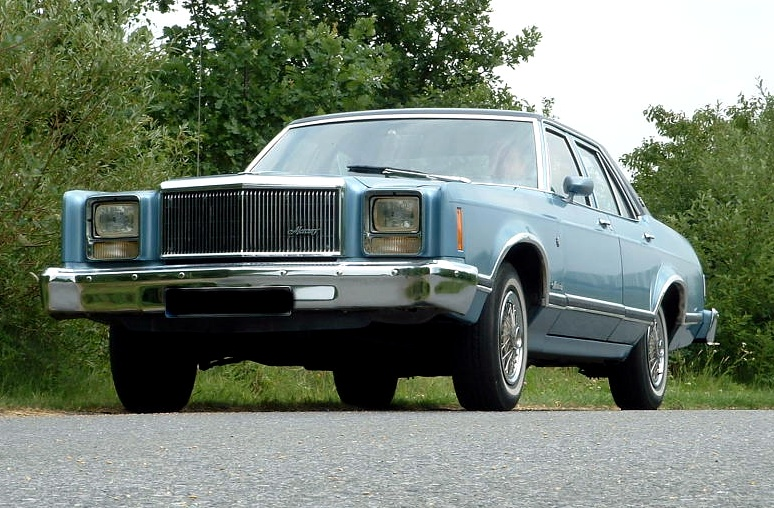
Mercury Monarch (1978)

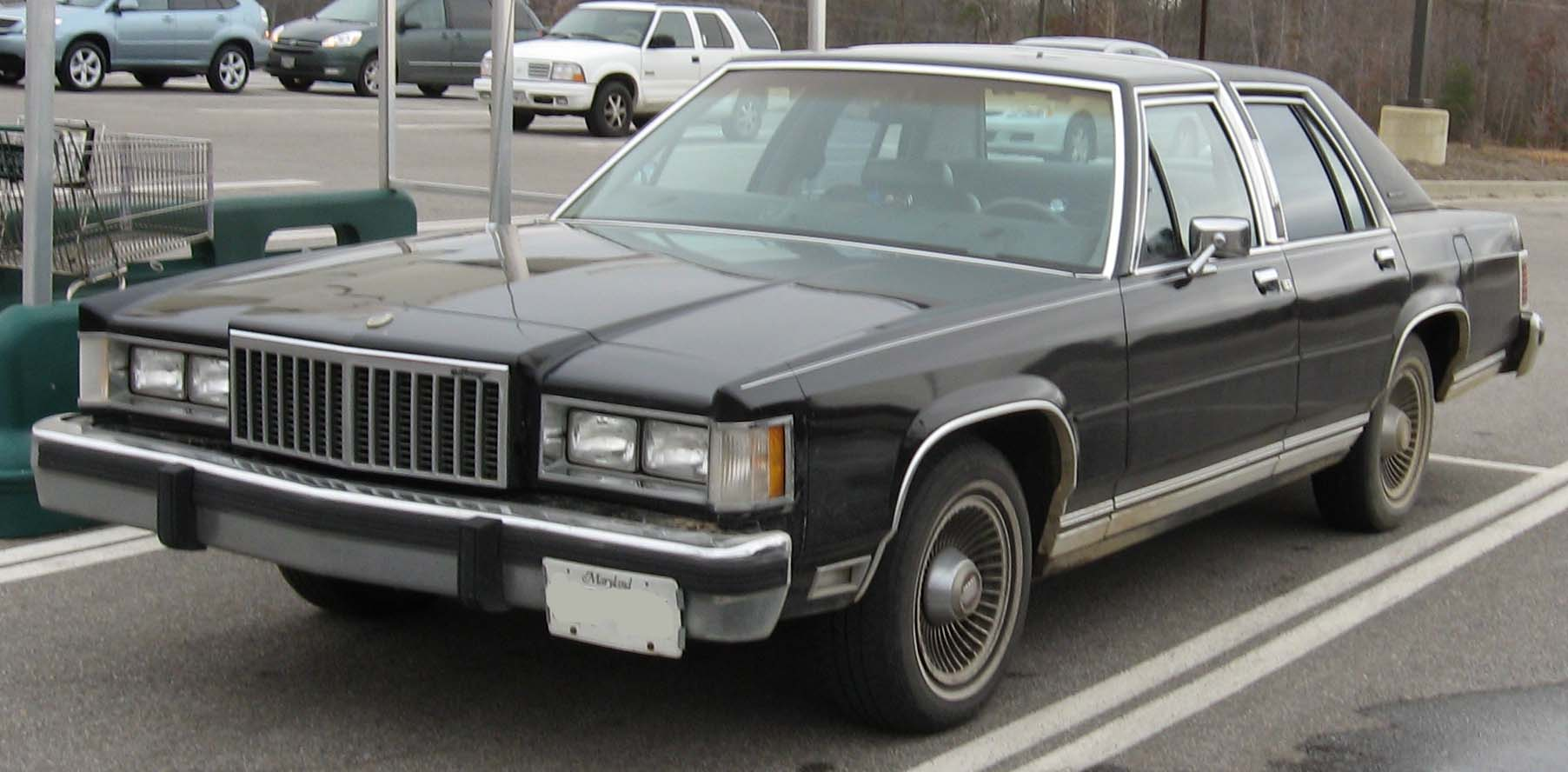
Mercury Grand Marquis (1985)

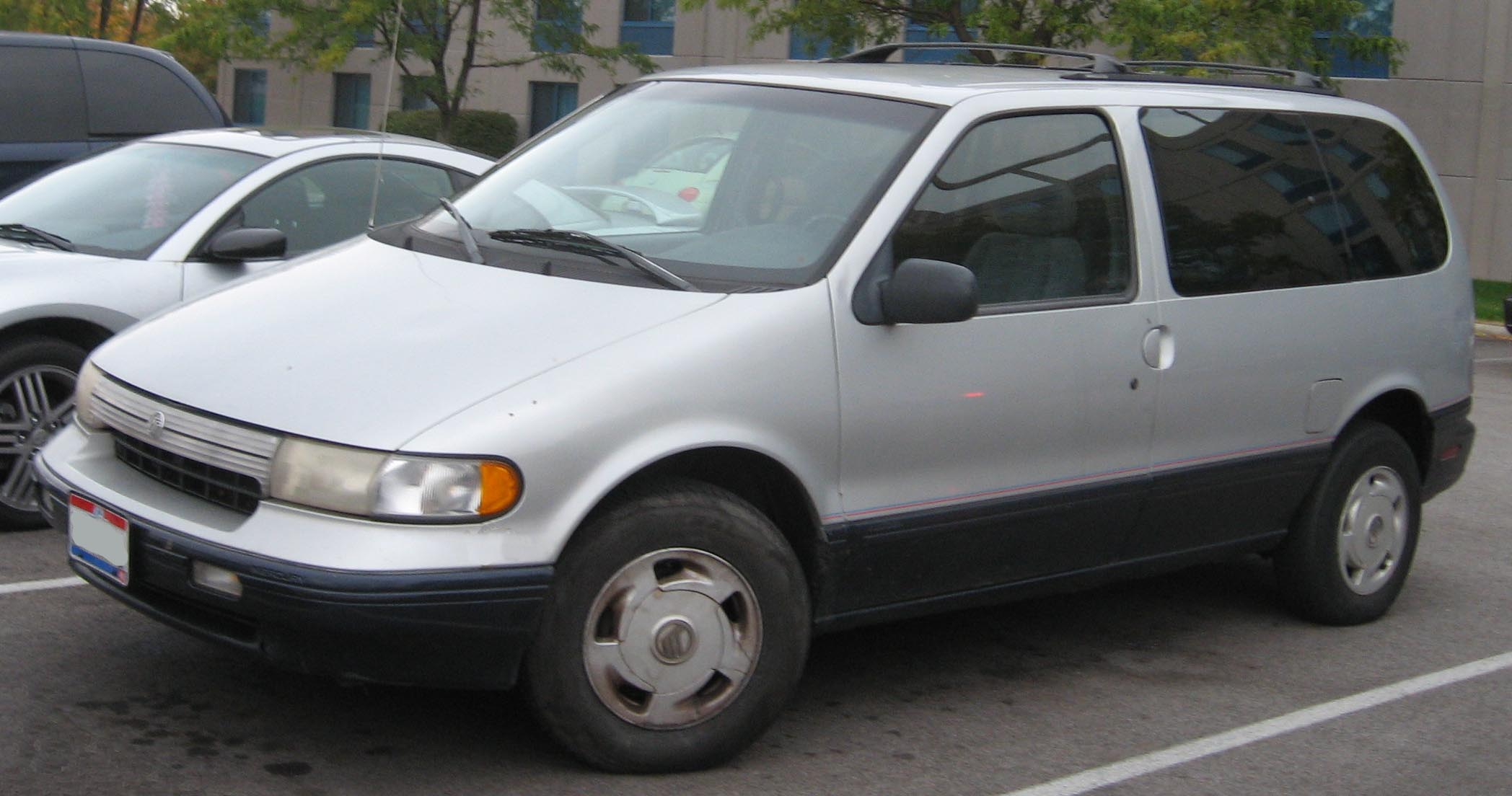
Mercury Villager (1993)

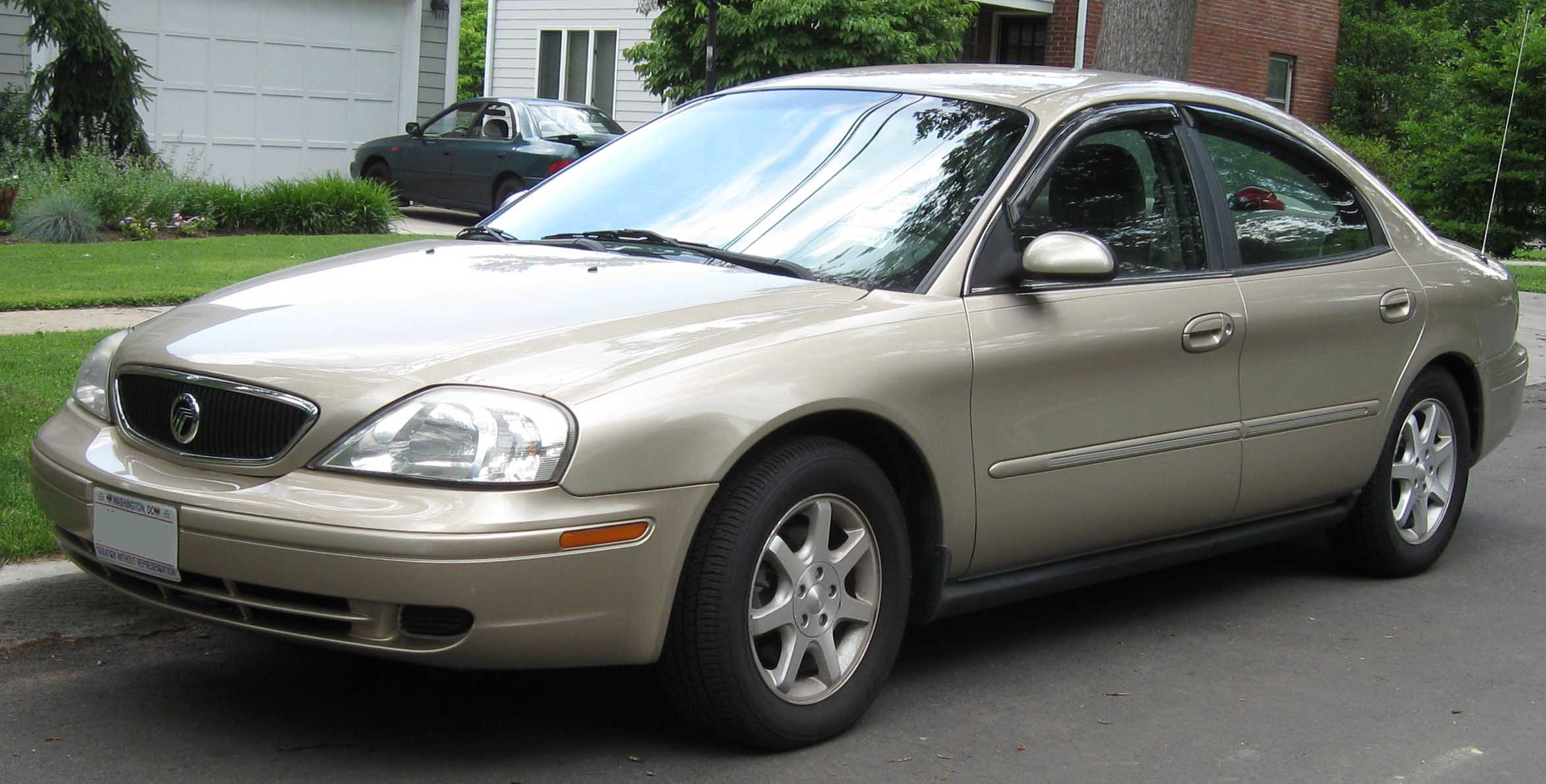
Mercury Sable (1999)

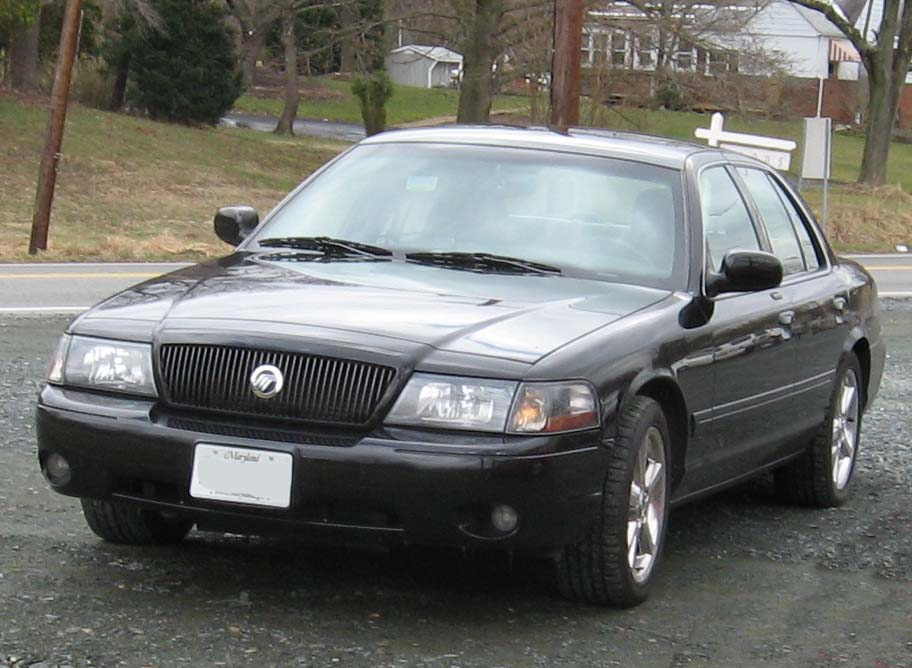
Mercury Marauder (2004)

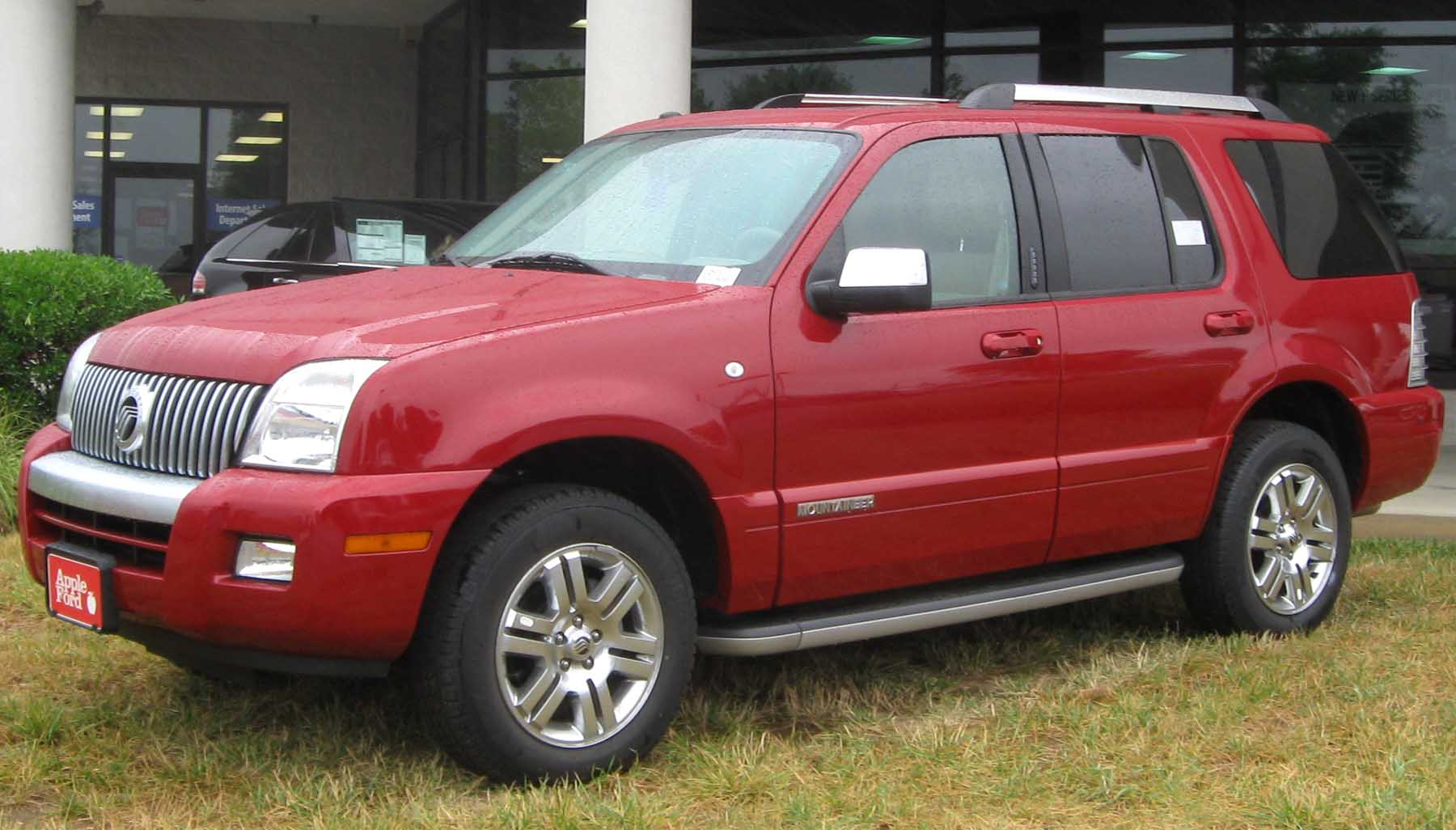
Mercury Mountaineer (2010)

| Modelljahr | Modelle (USA)                                                                                   |
| ---------- | ----------------------------------------------------------------------------------------------- |
| 1939       | Mercury-Serie                                                                                   |
| 1940       | Mercury-Serie                                                                                   |
| 1941       | Mercury-Serie                                                                                   |
| 1942       | Mercury-Serie                                                                                   |
| 1943       | keine Fertigung                                                                                 |
| 1944       | keine Fertigung                                                                                 |
| 1945       | keine Fertigung                                                                                 |
| 1946       | Mercury-Serie                                                                                   |
| 1947       | Mercury-Serie                                                                                   |
| 1948       | Mercury-Serie                                                                                   |
| 1949       | Mercury-Serie                                                                                   |
| 1950       | Mercury-Serie                                                                                   |
| 1951       | Mercury-Serie                                                                                   |
| 1952       | Custom, Monterey                                                                                |
| 1953       | Custom, Monterey                                                                                |
| 1954       | Custom, Monterey                                                                                |
| 1955       | Custom, Montclair, Monterey                                                                     |
| 1956       | Custom, Medalist, Montclair, Monterey                                                           |
| 1957       | Montclair, Monterey, Station Wagon, Turnpike Cruiser                                            |
| 1958       | Medalist, Montclair, Monterey, Park Lane, Station Wagon                                         |
| 1959       | Country Cruiser, Montclair, Monterey, Park Lane                                                 |
| 1960       | Comet, Country Cruiser, Montclair, Monterey, Park Lane                                          |
| 1961       | Comet, Meteor, Monterey, Station Wagon                                                          |
| 1962       | Comet, Meteor, Monterey                                                                         |
| 1963       | Comet, Meteor, Monterey                                                                         |
| 1964       | Caliente, Comet, Cyclone, Montclair, Monterey, Park Lane, Station Wagon                         |
| 1965       | Caliente, Comet, Cyclone, Montclair, Monterey, Park Lane, Station Wagon                         |
| 1966       | Caliente, Capri, Comet, Cyclone, Montclair, Monterey, Park Lane, Station Wagon                  |
| 1967       | Caliente, Capri, Comet, Cougar, Cyclone, Marquis, Montclair, Monterey, Park Lane, Station Wagon |
| 1968       | Comet, Cougar, Cyclone, Montclair, Montego, Monterey, Park Lane, Station Wagon                  |
| 1969       | Comet, Cougar, Cyclone, Marauder, Marquis, Montego, Monterey                                    |
| 1970       | Comet, Cougar, Cyclone, Marauder, Marquis, Montego, Monterey                                    |
| 1971       | Capri, Comet, Cougar, Cyclone, Marquis, Montego, Monterey                                       |
| 1972       | Comet, Cougar, Marquis, Montego, Monterey                                                       |
| 1973       | Comet, Cougar, Montego, Monterey                                                                |
| 1974       | Comet, Cougar, Marquis, Montego, Monterey                                                       |
| 1975       | Bobcat, Comet, Cougar, Grand Marquis, Marquis, Monarch, Montego                                 |
| 1976       | Bobcat, Comet, Cougar, Grand Marquis, Marquis, Monarch, Montego                                 |
| 1977       | Bobcat, Comet, Cougar, Grand Marquis, Marquis, Monarch                                          |
| 1978       | Bobcat, Cougar, Grand Marquis, Marquis, Monarch, Zephyr                                         |
| 1979       | Bobcat, Capri, Cougar, Grand Marquis, Marquis, Monarch, Zephyr                                  |
| 1980       | Bobcat, Capri, Cougar, Grand Marquis, Marquis, Monarch, Zephyr                                  |
| 1981       | Capri, Cougar, Grand Marquis, Lynx, Marquis, Zephyr                                             |
| 1982       | Capri, Cougar, Grand Marquis, LN7, Lynx, Marquis, Zephyr                                        |
| 1983       | Capri, Cougar, Grand Marquis, LN7, Lynx, Marquis, Zephyr                                        |
| 1984       | Capri, Cougar, Grand Marquis, Lynx, Marquis, Topaz                                              |
| 1985       | Capri, Cougar, Grand Marquis, Lynx, Marquis, Topaz                                              |
| 1986       | Capri, Cougar, Grand Marquis, Lynx, Marquis, Sable, Topaz                                       |
| 1987       | Cougar, Grand Marquis, Lynx, Sable, Topaz                                                       |
| 1988       | Cougar, Grand Marquis, Sable, Topaz                                                             |
| 1989       | Cougar, Grand Marquis, Sable, Topaz                                                             |
| 1990       | Cougar, Grand Marquis, Sable, Topaz                                                             |
| 1991       | Cougar, Grand Marquis, Sable, Topaz                                                             |
| 1992       | Cougar, Grand Marquis, Sable, Topaz, Villager                                                   |
| 1993       | Cougar, Grand Marquis, Sable, Topaz, Villager                                                   |
| 1994       | Cougar, Grand Marquis, Sable, Topaz, Villager                                                   |
| 1995       | Cougar, Grand Marquis, Mystique, Sable, Villager                                                |
| 1996       | Cougar, Grand Marquis, Mountaineer, Mystique, Sable, Villager                                   |
| 1997       | Cougar, Grand Marquis, Mountaineer, Mystique, Sable, Tracer, Villager                           |
| 1998       | Cougar, Grand Marquis, Mountaineer, Mystique, Sable, Tracer, Villager                           |
| 1999       | Cougar, Grand Marquis, Mountaineer, Mystique, Sable, Tracer, Villager                           |
| 2000       | Cougar, Grand Marquis, Mountaineer, Mystique, Sable, Villager                                   |
| 2001       | Cougar, Grand Marquis, Mountaineer, Sable, Villager                                             |
| 2002       | Cougar, Grand Marquis, Mountaineer, Sable, Villager                                             |
| 2003       | Grand Marquis, Marauder, Mountaineer, Sable                                                     |
| 2004       | Grand Marquis, Marauder, Monterey, Mountaineer, Sable                                           |
| 2005       | Grand Marquis, Mariner, Milan, Montego, Monterey, Mountaineer                                   |
| 2006       | Grand Marquis, Mariner, Milan, Montego, Monterey, Mountaineer                                   |
| 2007       | Grand Marquis, Mariner, Milan, Montego, Mountaineer                                             |
| 2008       | Grand Marquis, Mariner, Milan, Mountaineer, Sable                                               |
| 2009       | Grand Marquis, Mariner, Milan, Mountaineer, Sable                                               |
| 2010       | Grand Marquis, Mariner, Milan, Mountaineer                                                      |
| 2011       | Mariner, Milan                                                                                  |